# Strathkinness
Strathkinness är en ort i Storbritannien.   Den ligger i kommunen Fife och riksdelen Skottland, i den norra delen av landet, 600 km norr om huvudstaden London. Strathkinness ligger 58 meter över havet och antalet invånare är 1 018.
Terrängen runt Strathkinness är lite kuperad. En vik av havet är nära Strathkinness åt nordost. Runt Strathkinness är det ganska tätbefolkat, med 60 invånare per kvadratkilometer. Närmaste större samhälle är Dundee, 16,5 km norr om Strathkinness. Trakten runt Strathkinness består i huvudsak av gräsmarker.